# Verbandsgemeinde Maxdorf

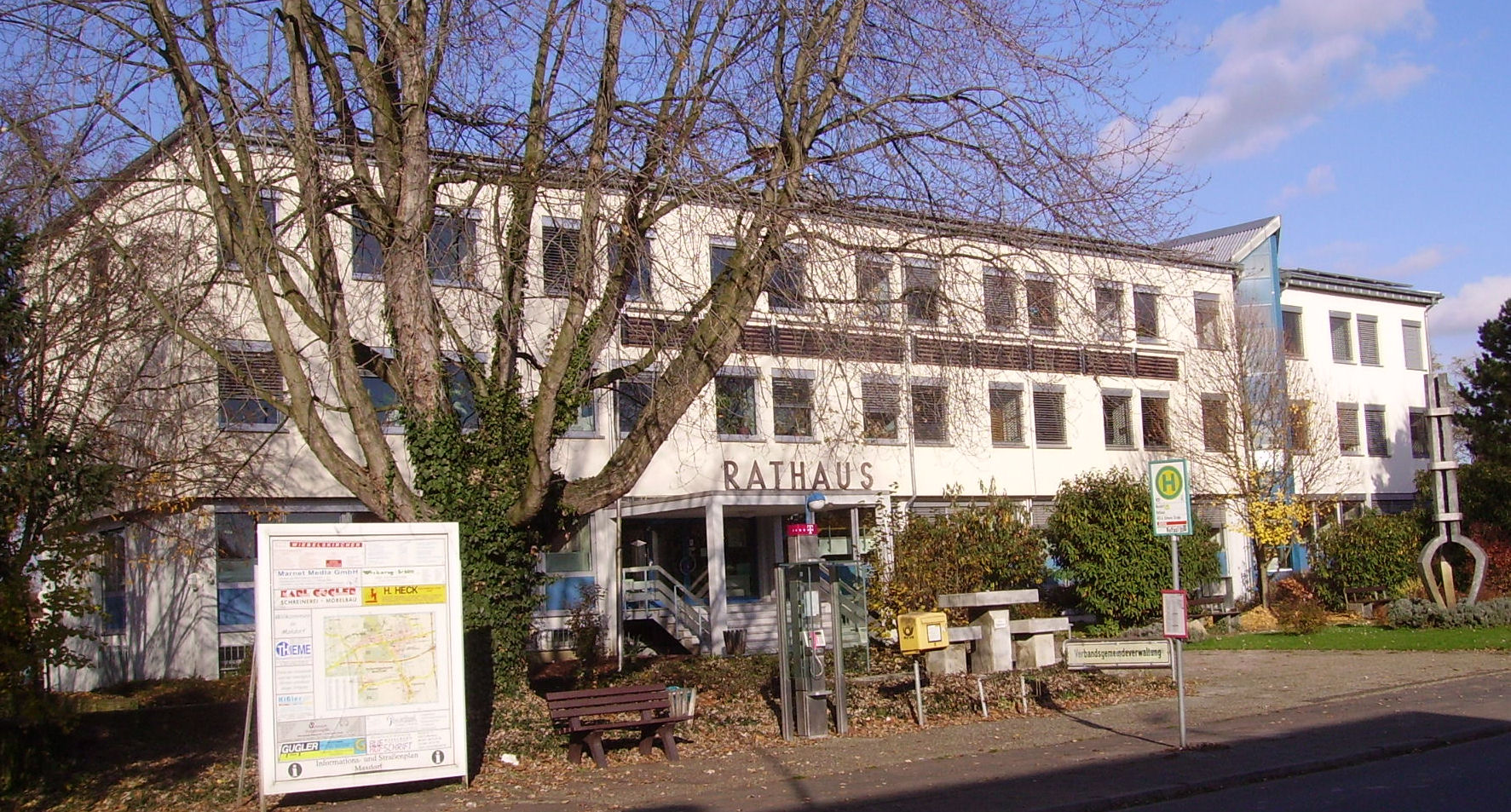
Verwaltungsgebäude der Verbandsgemeinde Maxdorf

Die Verbandsgemeinde Maxdorf  ist eine Gebietskörperschaft im Rhein-Pfalz-Kreis in Rheinland-Pfalz. Der Verbandsgemeinde gehören drei eigenständige Ortsgemeinden an, der Verwaltungssitz ist in der namensgebenden Ortsgemeinde Maxdorf.
Die Verbandsgemeinde ist nach Bodenfläche mit 16,9 Quadratkilometern die kleinste Verbandsgemeinde in Rheinland-Pfalz und wurde auf der Grundlage des „Dreizehnten Landesgesetzes über die Verwaltungsvereinfachung im Lande Rheinland-Pfalz“ vom 1. März 1972 mit Wirkung vom 22. April 1972 neu gebildet.

## Verbandsangehörige Gemeinden
| Ortsgemeinde             | Fläche (km²) | Einwohner |
| ------------------------ | ------------ | --------- |
| Birkenheide              | 2,93         | 3.146     |
| Fußgönheim               | 6,65         | 2.544     |
| Maxdorf                  | 7,35         | 7.075     |
| Verbandsgemeinde Maxdorf | 16,93        | 12.765    |

(Einwohner am 31. Dezember 2024)

## Bevölkerungsentwicklung
Die Entwicklung der Einwohnerzahl bezogen auf das Gebiet der heutigen Verbandsgemeinde Maxdorf; die Werte von 1871 bis 1987 beruhen auf Volkszählungen:
| Jahr | Einwohner |
| 1815 | 650       |
| 1835 | 1.001     |
| 1871 | 963       |
| 1905 | 1.108     |
| 1939 | 5.398     |
| 1950 | 6.626     |

| Jahr | Einwohner |
| 1961 | 7.837     |
| 1970 | 8.923     |
| 1987 | 10.342    |
| 1997 | 12.519    |
| 2005 | 12.696    |
| 2024 | 12.765    |

## Politik

### Verbandsgemeinderat
Der Verbandsgemeinderat Maxdorf besteht aus 28 ehrenamtlichen Ratsmitgliedern, die bei der Kommunalwahl am 9. Juni 2024 in einer personalisierten Verhältniswahl gewählt wurden, und dem hauptamtlichen Bürgermeister als Vorsitzendem.
Die Sitzverteilung im Verbandsgemeinderat:
| Wahl | SPD | CDU | Grüne | FDP | FWG | Gesamt   |
| ---- | --- | --- | ----- | --- | --- | -------- |
| 2024 | 6   | 15  | 3     | 4   | –   | 28 Sitze |
| 2019 | 8   | 11  | 4     | 3   | 2   | 28 Sitze |
| 2014 | 12  | 13  | -     | 3   | -   | 28 Sitze |
| 2009 | 13  | 11  | -     | 4   | -   | 28 Sitze |
| 2004 | 13  | 12  | -     | 3   | -   | 28 Sitze |

### Bürgermeister
- 1987–2009: Eckhard Leyser (SPD)
- 2009–2017: Marie-Luise Klein (SPD)
- 2017–2025: Paul Poje (CDU)
- 2025–        : André Voges (parteilos)

Bei der Direktwahl zum Bürgermeister der Verbandsgemeinde am 23. Februar 2025 erreichte André Voges (parteilos) 52,3 % der Stimmen und trat seine achtjährige Amtszeit am 1. August 2025 an.

### Wappen
Die Blasonierung des Wappens lautet: „In vierzehnfach von Blau und Silber geständertem Schildbord durch silbernen Göpel geteilt, oben rechts in Rot eine goldene Krone, oben links in Rot ein goldenes Mühlrad und unten in Blau ein rotbewehrter und -bezungter silberner Adler.“
Das Wappen wurde 1981 von der Pfälzischen Bezirksregierung in Neustadt an der Weinstraße genehmigt. Es enthält Elemente der Wappen der drei Ortsgemeinden.

### Partnergemeinden
Die Verbandsgemeinde Maxdorf ist unterhält seit 1983 partnerschaftliche Beziehungen mit der französischen Gemeinde Longvic im Département Côte-d’Or.

## Natur
Teile des Dürkheimer Bruchs liegen im Gemeindegebiet. Die Verbandsgemeinde fiel dadurch auf, dass in ihrem Gebietsteil des Bruches massive Beeinträchtigungen der Natur stattfinden und die Gemeinde darauf nicht reagiert. Noch 2017 wies Birkenheide ein Baugebiet im Dürkheimer Bruch aus.